# Joseph Sama
Joseph Sama (né le 12 octobre 1947 à Dédougou) est un évêque catholique burkinabé. Il est l'évêque du diocèse de Nouna (en) 2000 à 2025.

## Biographie
Joseph Sama est naît à Dédougou le 12 octobre 1947. Il fait ses études primaires à Dédougou de 1954 à 1961. Il fréquente ensuite le petit séminaire de Tionkuy pendant quatre ans entre 1961 et 1965 et celui de Nasso à Bobo-Dioulasso, pendant trois ans, entre 1965 et 1968. Puis, en 1969, il commence à étudier au grand séminaire interdiocésain de Koumi, à Bobo-Dioulasso jusqu'en 1975. Il est ordonné prêtre du diocèse de Nouna-Dédougou, le 12 juillet 1975.
Après son ordination, Joseph Sama occupe la fonction de vicaire de la paroisse de Bomborokuy de 1975 à 1977. Il entreprend par la suite des études de théologie biblique à l'Université catholique de l'Afrique de l'Ouest d' Abidjan de 1977 à 1979. Il fait également des études d'Écriture Sainte à l'Institut biblique pontifical de Rome entre 1980 et 1984. 
De retour au Burkina Faso, il devient, entre autres, directeur du Centre catéchétique de Tionkuy, puis vicaire général du diocèse de Nouna-Dédougou et curé de la paroisse cathédrale du même Diocèse, entre 1987 et 2000.

### Épiscopat
Le 14 avril 2000, il est nommé évêque du diocèse de Nouna par le pape Jean-Paul II. Il reçoit la consécration le 28 octobre 2000 des mains de Zéphyrin Toé (en). En 2016, il célèbre 40 ans de vie sacerdotale lors d'un jubilé,,.
Le 25 janvier 2025, le pape François accepte sa démission pour raison d'âge